# Piezochaerus bondari
Piezochaerus bondari là một loài bọ cánh cứng trong họ Cerambycidae.